# Lipidy ve sportovní výživě
Lipidy jsou z chemického hlediska označovány jako estery vyšších karboxylových kyselin. Jsou významným zdrojem energie, plní funkci tepelné izolace, rozpouštějí se v nich významné nepolární látky (vitamíny, hormony, léčiva, barviva). Tyto organické sloučeniny jsou nerozpustné ve vodě, ale rozpustné v organických rozpouštědlech, jako je alkohol nebo ether.  Do heterogenní skupiny lipidů patří triacylglyceroly (TG), fosfolipidy (PL), vosky, steroly a další sloučeniny. S ohledem na lipofilní povahu se k nim řadí také cholesterol.

## Metabolismus lipidů
Metabolismus lipidů je komplikovanější, než jak je tomu v případě ostatních živin. Triglyceridy jsou v našem trávicím traktu rozloženy na jednotlivé mastné kyseliny a glycerol. Vzhledem k tomu, že se tuky nerozpouští ve vodě, nemohou se vstřebávat mastné kyseliny přímo do krve, ale formují se spolu s cholesterolem do chylomikronů, které se ze střeva dostávají do lymfatického systému a odtud putují do krevního oběhu. Putují krví a uvolňují či vpouštějí mastné kyseliny přímo do svalů nebo adipocytů (tukové tkáně). . Trávení tuků tedy probíhá o mnoho pomaleji a tuky, které sníme, nejsou okamžitě k dispozici jako zdroj energie.

### Metabolismus lipidů během sportovního zatížení
Zásoby tuku jsou v těle téměř nevyčerpatelné. Celkový obsah zásobních tuků je extrémně velký a ve většině reálných situací množství energie uložené ve formě tuků zdaleka přesahuje její výdej při jakékoliv fyzické zátěži.  Většina triglyceridů je uložena v tukových buňkách, u dospělého muže středního věku, s adekvátním procentem tuku v těle, to je zásoba zhruba 80 000 – 100 000 kilokalorií. Mnohem méně je ho pak uloženo ve svalech (2500–2800 kcal) a v krvi se nachází něco okolo 70–80 kilokalorií.  Když je tělo v klidu, adipocyty uvolňují mastné kyseliny do krevního řečiště a hlavním zdrojem energie jsou tedy tuky.
Jakmile ale začnete cvičit, tělo vylučuje katecholaminy (epinefrin, norepinefrin) společně s růstovým hormonem a glukagonem. Tyto hormony aktivují enzymy potřebné ke štěpení triglyceridů, které mohou být ve svalech nebo tukové tkáni. Větší množství mastných kyselin je do krevního řečiště uvolňováno z adipocytů (tukových zásob) a krví jsou unášeny k pracujícím svalům.  
Problémem je, že tuk je možno štěpit jen za přítomnosti kyslíku, ale přítomnost kyslíku není nutná pro spalování glykogenu. Trvá 20 až 40 minut cvičení, než je tuk ideálně dostupný jako palivo pro svaly, glukóza v krvi a glykogen ve svalech jsou k dispozici jako první.  Vzhledem k tomu, že glykogenové zásoby jsou několikanásobně menší a lze je vyčerpat, je důležitý dostatečný příjem sacharidů.
Organismus je tedy schopen využívat jako zdroj energie cukry, tuky a v krajním případě i bílkoviny . Důležitá je ale jejich dostupnost a výhodnost v procesu získávání energie. Při prodlužující se délce trvání zátěže se velmi podstatně mění zdroje, které jsou v organismu využívány ke krytí zvýšených energetických nároků.  
Jestliže se intenzita pohybu zvýší, dosáhne pak určitého bodu, kdy se jazýček vah vychýlí a tělo začne spalovat více sacharidů a méně tuku. Hovoříme-li o intenzitě cvičení, užíváme termín VO2 max k popisu maximálního množství kyslíku, které je nějaká osoba schopna využít. Určitá intenzita se tak měří či stanovuje jako procentní podíl VO2 max. Nejvyšší možná intenzita dosažitelná při aerobní práci je 100 % VO2 max. 
Při dlouhotrvající zátěži využívají svaly pro tvorbu energie téměř výhradně oxidativní metabolismus. Výjimkou je prvních několik pár minut cvičení, kdy k produkci energie přispívá anaerobní metabolismus, dokud není dosaženo víceméně ustáleného stavu potřeby kyslíku.  Sacharidy a tuky jsou hlavní živiny využívané v oxidativním metabolismu a poměr mezi nimi je dán především intenzitou a délkou trvání zátěže. Při cvičení s nízkou intenzitou cvičení nepřesahující 50 % VO2 max je hlavním palivem tuk. Při dosažení 60–65 % VO2 max je poměr mezi využitím sacharidů a tuků přibližně stejný a při vyšší úrovni zátěže jsou hlavním zdrojem energie sacharidy.  Dobře fungující metabolismus tuků je známkou dobré trénovanosti a obecné vytrvalosti. Tělo se snaží využívat více tukové zásoby, aby tím ušetřilo zásoby sacharidů. Kromě toho se vytrvalostním tréninkem také zvýší citlivost tukových buněk uvolňovat při různých podrážděních volné mastné kyseliny do krve. 
Jako příklad dlouhodobé vytrvalostní zátěže můžeme uvést například běh na 5000 m až půlmaratón (21 km). Doba trvání  je 13–60 minut, kde se jako zdroj k obnově ATP zpočátku využívá glukóza a po 20–30 minutách se paralelně s oxidativní fosforylací začíná uplatňovat lipolýza, která využívá jako energetické substráty tuky (převážně triacylglyceroly), které se štěpí na glycerol a mastné kyseliny. Oxidativní fosforylace zůstává dominantním procesem získávání energie, ale podíl lipolýzy se s prodlužující se zátěží stále zvyšuje.

## Doporučený příjem tuků pro aktivní jedince
Příjem tuků se obecně neliší od příjmu tuků u nesportující populace, měly by být tedy zastoupeny nejméně 15 % a nejvíce 30 %. Strava by měla obsahovat mnohem více nenasycených než nasycených tuků: 5% nasycených, 15 % mononenasycených a 7 až 10 % polynenasycených. U zimních sportů se příjem pohybuje okolo 25–40 % celkového energetického příjmu, a to zejména kvůli častému pobytu v chladu. U některých sportovních odvětví se příjem tuků snižuje jen v určitých fázích tréninku či před závody, tak je tomu například u kulturistiky. U vysokosacharidových diet je nadbytek sacharidů přijímán na úkor ostatních živin. 
Jednou z možností, jak kontrolovat příjem tuku, je počítat obsah tuků ve stravě. K vypočtení doporučeného příjmu tuku je k dispozici vzorec celkového množství přijatého tuku.
Celkové množství přijatého tuku:
Celkový energetický příjem krát 30 % = denní energetický příjem z tuku / 9 = celkové množství přijatého tuku v gramech.
Příklad: 2000kcal x 0,3 = 600 / 9 = 67g tuku přijatého celkem.

## Tělesný tuk
Optimální množství tuku  se liší sport od sportu, dokonce i v rámci jednoho sportu mezi jednotlivými pozicemi hráčů v týmu. Sportovní odvětví, která jsou založena spíše na technice (např. golf, lukostřelba, bowling), je výkon z velké části nezávislý na tělesné hmotnosti a množství tuku a naopak v řadě sportů je nízká tělesná hmotnost a malé množství tuku považovány za významné faktory ovlivňující výkon.  Nízká tělesná hmotnost umožňuje sportovci vykonávat přesné pohyby (gymnastika, skoky do vody), někde zas slouží ke snížení tzv. „mrtvé hmoty“ kterou sportovec musí nosit (vytrvalostní běh, triatlon, silniční cyklistika).  Podíl tělesného tuku na celkové tělesné hmotnosti se pohybuje u netrénovaných mužů mezi 10 až 20 % (u trénovaných mezi 5 až 10 %) a u netrénovaných žen mezi 20 až 35 % (u trénovaných mezi 10–25 %).

### Snížení tělesného tuku
Kontrola tělesné hmotnosti je založena na energetické rovnováze. Zásoby tuku se zmenšují, pokud přijímáme méně energie, než vydáváme. Nízkotučná strava však nemusí nutně znamenat nízkoenergetickou stravu. Přebytečná energie, bez ohledu na zdroj, se v konečném důsledku vždy uloží ve formě tuku. Pokud tedy chceme snížit procento tělesného tuku, nestačí omezit příjem tuků, ale přijímat celkově méně energie, než vydáváme. U sportovců je to náročnější v tom, že snížení nebo udržení nízkého procenta tělesného tuku nesmí zapříčinit nedostatek energie a snížení výkonu. Většina sportovců balancuje mezi nalezením ideální úrovně tělesného tuku, která jim dovolí jíst tak, aby obstáli v soutěži a zároveň měli bez restrikcí zajištěn dostatek adekvátní výživy.

#### Obecná doporučení pro snížení tělesné hmotnosti (množství tuku) u sportovců
1. Sportovec by měl vyhledat radu odborníka, aby mu určil optimální tělesnou hmotnost a množství tělesného tuku.
2. Pokud je třeba snížit hmotnost, je dobré stanovit si realistický cíl (0,5–1 kg za týden). Nejvhodnější doba je mimo nebo před soutěžní sezónou.
3. Vést si jídelníček.
4. Omezit příjem tuků a olejů a konzumovat nízkotučné a libové potraviny. Zároveň kontrolovat příjem sacharidů, aby vysokosacharidové potraviny nenahrazovaly tuky a oleje.
5. Omezit potraviny s vysokým glykemickým indexem a nahradit je potravinami s nízkým glykemickým indexem. Nekonzumovat jídlo obsahující pouze sacharidy, ale kombinovat sacharidy s bílkovinami.
6. Ovoce a zelenina mají nízký obsah energie a jsou bohaté na vlákninu. Zařazení většího množství ovoce a zeleniny do jídelníčku zvýší objem snědeného jídla a přitom sníží příjem energie.
7. Záleží na energetické bilanci. Tělo si dokáže zvyknout jak na nadbytek (plýtvání přijatými živinami a energií), tak se umí přizpůsobit nedostatku (a získávat ze stravy více živin a energie).
8. Zvýšení příjmu proteinů a snížení příjmu tuků je pro redukci tělesné hmotnosti přínosnější, než vyšší příjem sacharidů a nižší příjem tuků. Jedním z důvodů je, že čistý protein stimuluje procesy spalování tuku. Termogenní účinek proteinu je okolo 22 % oproti 0,8 % u sacharidů.